# Buck Bumble
Buck Bumble és un videojoc d'acció per la Nintendo 64 publicat per Ubisoft el 1998.